# Process Explorer
Process Explorer — бесплатная программа для Microsoft Windows, созданная Sysinternals, и затем приобретённая Microsoft Corporation.
Process Explorer — приложение для мониторинга процессов в системе. Используя эту программу, можно не только отследить какой-либо процесс, но и уточнить такие данные, как используемые этим процессом файлы и папки.
Выводимая Process Explorer информация значительно подробнее, чем у Диспетчера задач Windows. В числе наиболее интересных возможностей приложения — возможность быстро уточнить, какому процессу принадлежит окно на рабочем столе.
Process Explorer работает под Windows XP и выше, включая 64-битные версии.
Последняя версия доступна на сайте Sysinternals Suite и поддерживает работу с 64-bit версиями Vista и Windows 7. Для работы с 64-битными версиями прозрачно для пользователя автоматически распаковывается из исходного файла и запускается "procexp64.exe".

## Возможности
- Иерархическое отображение процессов.
- Возможность идентификации системных процессов (например, является ли процесс svchost.exe системным или "левым")
- Отображает иконку и компанию производителя каждого процесса.
- Изменяемый диапазон измерений загрузки CPU и графические индикаторы.
- Возможность «заморозить» любой процесс.
- Возможность управления (запуск, пауза, остановка) потоками (нитями) процесса.
- Возможность вывести окно, принадлежащее тому или иному процессу, поверх остальных.
- Возможность закрытия древа процессов.
- Возможность в реальном режиме времени менять приоритет и то, на каком ядре процессора будет выполняться тот или иной процесс.
- Возможность проверки сертификата файла процесса.
- Возможность заменять системный диспетчер задач по тем же горячим клавишам.
- Для каждого объекта, имеющего ACL, отображается вкладка «Безопасность» (с версии 12.04)